# Daria Fantoni
 (octobre 2011).
Si vous disposez d'ouvrages ou d'articles de référence ou si vous connaissez des sites web de qualité traitant du thème abordé ici, merci de compléter l'article en donnant les références utiles à sa vérifiabilité et en les liant à la section « Notes et références ».
Pour les articles homonymes, voir Fantoni.
Daria Camilla Fantoni, née à Turin le 24 janvier 1942, est une cavalière italienne de dressage.
Elle fut la première à participer à trois jeux olympiques (Séoul, 1988 – Barcelone, 1992 – Atlanta, 1996) avec le même cheval, Sonny Boy Cette triple participation lui valut ainsi qu'à son cheval de figurer dans le Livre Guinness des records.

## Biographie
Les parents de Daria Fantoni étaient tous les deux passionnés d’équitation et son père, propriétaire d'une écurie de chevaux de courses.
Le premier cheval de Daria est un trahkener du nom de Kornett qu'on lui offre pour ses quinze ans. Il devient un ami et un partenaire privilégié dans les compétitions de saut et de concours complet. Daria est à l'époque une des promesses du saut d'obstacle italien.
Elle a 18 ans lorsqu'elle fait la connaissance du général Francesco Amalfi, cavalier de l'école de Cavalerie de Pignerol (dans la province de Turin) et élève de Federico Caprilli. Elle trouve en lui un maître qui enseigne en même temps une philosophie de l'équitation et une philosophie de vie. C'est à lui, en grande partie, qu'elle doit les succès de sa carrière équestre. À son instigation, pendant huit années, elle monte en course et se reconnait davantage de talent dans cette discipline que dans celle du dressage.
En 1971, elle épouse Gianni Fantoni, passionné lui aussi d’équitation et en 1976, achète un vieux cheval, Milord, avec lequel le colonel Pierre Mange lui fait entrevoir la « mathématique du dressage ».
A Donaueschingen, en Allemagne, lors d'un concours international, elle découvre Georg Theodorescu. Fascinée par son équitation, elle se rend en Allemagne avec deux jeunes chevaux. Partie pour un mois, elle restera huit ans chez lui. Elle tire tous les enseignements possibles de l’expérience qu’a ce cavalier du champ international. C'est aussi à lui qu'elle doit sa rencontre avec Sonny Boy.
Rentrée en Italie, en mai 1989, elle reprend dès octobre le chemin de l'Allemagne pour y suivre l'enseignement de Fritz Tempelmann, sur les indications du général Albert Stecken, personnalité marquante du dressage allemand.
Pour Daria Fantoni Fritz Tempelmann est « il maestro ». Cet homme de cheval et technicien hors pair a fait sa spécialité de ce qui deviendra un credo dans l'enseignement de Daria Fantoni : faire comprendre les choses difficiles par des explications faciles. 
Daria Camilla Fantoni, instructeur fédéral et juge de dressage a été également membre du conseil directif de la commission des athlètes au sein du comité international olympique.

## Palmarès
Pendant plusieurs années elle a connu de nombreux succès, a remporté de nombreuses compétitions et a formé un couple très remarqué avec le mythique cheval hollandais Sonny Boy.
- Trois participations aux  jeux olympiques : Séoul en 1988, Barcelone en 1992 et Atlanta en 1996
- Trois participations aux championnats du monde de dressage (4e par équipe aux championnats du monde de dressage de La Haye en 1994)
- Victoire aux championnats internationaux de dressage de Rome en  1991 (le drapeau italien est hissé pour la première fois)
- Cinq victoires aux championnats d'Italie de dressage (deux avec Lustig, cheval allemand, et trois avec Sonny Boy)[3]

## Actualités
Aujourd'hui Daria Fantoni vit avec son mari, grand amateur d’attelages, et s'adonne à l'élevage et à la préparation de chevaux de dressage dans leur propriété piémontaise de Medico Borgno, près de Pignerol et de Turin. Elle donne également libre cours à sa passion de toujours, l'enseignement, qu'elle prodigue aux jeunes ou aux moins jeunes qui aiment les chevaux. 
« Faire de bons cavaliers, dit-elle, c'est  aider les chevaux, dans l'amour et la loyauté, sans compromis » .